# Il-Maqluba
Il-Maqluba (signifiant le Renversé en langue maltaise) est une doline d'une superficie d'environ 6 000 m2 située sur le territoire de la commune de Qrendi à Malte.

## Formation géologique
Comme toute doline, cette cavité s'est formée par effondrement d'un plancher calcaire situé au-dessus d'une cavité creusée par les eaux de ruissèlement dans un relief karstique. Le diamètre est d'environ 50 m, la profondeur est d'environ 15 m, la superficie d'environ 6 000 m2 et le périmètre de 300 m.

## Apparition de la cavité
La cavité serait apparue brutalement le 23 novembre 1343 au cours d'un violent orage ou peut-être d'un séisme.

## Légendes
La formation spectaculaire est à l'origine de nombreuses légendes. L'une d'elles rapporte que l'endroit était habité par des personnes à la vie si dissolue qu'une voisine avisée les avait mis en garde contre leurs mauvaises manières, sans bien entendu qu'ils en tiennent compte. Dieu a donc voulu punir les coupables en engloutissant le hameau, n'épargnant que la sage voisine. Les anges auraient ensuite jeté la parcelle dans la mer, créant l'île de Filfola,.

## Chapelle Saint-Mathieu
Une chapelle consacrée à saint Mathieu est construite au bord de la doline, elle serait l'une des plus anciennes de Malte et remonterait au XVe siècle
.

## Milieu naturel
La doline est la seule à Malte qui n'est pas recouverte de sédiment. L'environnement naturel est protégé et intégré au Réseau Natura 2000. On y trouve un environnement de maquis dense dominé par le laurier noble (Laurus nobilis) avec présence de l'arbre national de  Malte, le Cyprès de l'Atlas (Tetraclinis articulata) ainsi que la soude maltaise (Salsola melitensis) une espèce endémique de l'archipel. La doline est également une zone de nidification de l'oiseau national maltais, le merle bleu (Monticola solitarius).
Le site est ouvert à la visite.